# Parque del Espolón
Parque del Espolón är en park i Spanien.   Den ligger i provinsen Provincia de La Rioja och regionen La Rioja, i den norra delen av landet, 250 km norr om huvudstaden Madrid. Parque del Espolón ligger 391 meter över havet.
Terrängen runt Parque del Espolón är huvudsakligen platt, men söderut är den kuperad. Parque del Espolón ligger nere i en dal. Runt Parque del Espolón är det tätbefolkat, med 683 invånare per kvadratkilometer. Närmaste större samhälle är Logroño, 0,43 km nordväst om Parque del Espolón. Trakten runt Parque del Espolón består till största delen av jordbruksmark.